# Wybory prezydenckie w Somalii w 2009 roku
Wybory prezydenckie w Somalii odbyły się 30 stycznia 2009 roku w Dżibuti, gdzie swoje posiedzenia odbywa tymczasowe Zgromadzenie Narodowe, które to dokona wyboru nowego prezydenta. Nowym prezydentem został Sharif Sheikh Ahmed, który w decydującej rundzie pokonał Maslaha Mohameda Siada.
Dotychczasowy prezydent Abdullahi Yusuf 28 grudnia 2008 roku zrezygnował ze swojego stanowiska. W związku z tym nastąpiła konieczność przeprowadzenia nowych wyborów. 

## Kandydaci
Premier Nur Hassan Hussein 15 stycznia 2009 roku oficjalnie ogłosił swoją kandydaturę w wyborach prezydenckich. Oprócz niego o urząd ubiegali się: Mohamed Afrah Qanyare (były dygnitarz wojskowy), Hassan Abshir Farah (były premier), Ali Mohammed Ghedi (były premier), Ali Khalif Galaid (były premier), Mohammed Said Hersi (były dygnitarz wojskowy) oraz Sharif Sheikh Ahmed.

## Głosowanie
Łącznie w wyborach wystartowało czternastu kandydatów. Odbędą się trzy tury głosowania, chyba że któryś z kandydatów wcześniej uzyska 2/3 głosów parlamentu. W pierwszej rundzie głosowania udział wezmą wszyscy kandydaci, w drugiej sześciu z najlepszymi wynikami, w trzeciej dwóch najlepszych. W trzeciej turze głosowania przestaje obowiązywać wielkość 2/3 głosów. Wtedy już wygrywa ten, który otrzyma ich więcej.

### Kandydaci
- Nur Hassan Hussein
- Sharif Ahmed
- Abdirahman Abdi Hussein
- Ahmed Hashi Mahmoud
- Ali Hashi Dhoore
- Ali Khalif Galaid
- Awad Ahmed Asharo
- Hassan Abshir Farah
- Maslah Mohamed Siad
- Mohamed Ahmed Ali
- Mohamoud Mohamed Gacmodhere
- Mohamed Osman Aden
- Musa Mualim Yusuf
- Yusuf Azhari

Po rozpoczęciu głosowania kilku kandydatów wycofało się z wyborów spekulując, że ostateczną batalię stoczą między sobą Nur Hassan Hussein i Sharif Ahmed. W pierwszej turze głosowania Sharif Ahmed otrzymał 215 głosów, Maslah Mohamed Siad - 60, a Nur Hassan Hussein - 59. Ten ostatni wycofał swoją kandydaturę, ostatecznie popierając Sharifa Ahmeda. Wszyscy kandydaci, z wyjątkiem Maslaha Mohameda Siada wycofali się po pierwszej turze głosowania. W drugiej turze Sharif Ahmed pokonał Maslaha Mohameda Siada stosunkiem głosów 293 do 126, zostając tym samym prezydentem Somalii.